# Мош (танець)
Мош (англ. mosh) — танець, що відбувається, в основному, на хардкор-панк-метал концертах. Популярний також на концертах металкор, дезкор і інших споріднених жанрів і піджанрів. 
Танець дуже агресивний і має найвищий розпал у момент брейкдаунів у композиції. 
Мош зародився на початку 1980-х років на Нью-йоркських і Бостоні хардкор-панк концертах. Попередник моша — слем, і навіть сьогодні ці поняття нерідко використовуються як синоніми.
Проте, на відміну від слема, мош є танцем, оскільки він виконується в такт музики.
Для певних моментів композиції існують свої варіації рухів. 
У час швидких або веселих моментів прийнято здійснювати рух під назвою "2-step", коли захлестують одну ногу за іншу по черзі. У час цього руху створюється враження, ніби танцюрист крокує, залишаючись на місці.
У час повільніших і агресивніших моментів, так званих брейкдаунів, виконуються різні удари руками і ногами.  
Ці удари виконуються з різною швидкістю, залежно від ритму музики. Інколи під час танців мають місце руху гумористичного характеру, які є проявом веселощів, ніж агресії. Прикладом може послужити рух «човник», в якому група людей сідає на підлогу один за одним і здійснює махи руками, що нагадують греблю веслами. 
Крім того, мош підрозділяється на незначні підтипи. 
Одними з таких розгалужень є «Ninja pit» і «GuerillaStyle», які містять в собі елементи акробатики. Також існує вид під назвою «Street mosh», в якому танці проводяться не на концертах, а безпосередньо на вулиці під магнітофонну музику. Однак даний підтип є, більшою мірою, тренуванням і способом розваги, ніж повноцінним танцем. Спочатку мош був підпільним танцем, проте в даний момент мош є невіддільною частиною будь-якого хардкор-панк або бітдаун-концерту. 
Багато груп зображують у своїх кліпах мош-танці: кліп «Step Down» групи Sick of It All виконаний в стилі ознайомлення з мош-танцями та їх  елементами. Також він присутній в кліпах груп Suicide Silence - «Fuck Everything»  Hatebreed - «I Will Be Heard», AFI - «The Leaving Song Pt. II», Comeback Kid - «Wake the Dead», Your Demise - «The Blood Stays On The Blade» та багатьох інших.